# 亞當斯縣 (科羅拉多州)
亞當斯縣（英語：Adams County）是美国科羅拉多州東部的一個縣，面積3,102平方公里。根據2020年美國人口普查，共有人口51萬9,572人。縣治布萊頓（Brighton），最大的城市為奧羅拉（Aurora）。該縣成立於1901年4月15日，是該州最早成立的十七個縣之一，縣名紀念州長阿爾瓦·亞當斯。